# Caterina Ceccuti
Caterina Ceccuti (Firenze, aprile 1980) è una giornalista e scrittrice italiana.

## Biografia
Giornalista pubblicista dal 2006, collabora con La Nazione di Firenze per cui cura la rubrica settimanale “Vita di Club”. Nel 2013 ha pubblicato il libro "Voa voa!" (Editore Le Lettere), dedicato alla figlia, e ha dato vita assieme al marito all'associazione Voa Voa Onlus per l'assistenza alle famiglie di bambini afflitti da malattie rare e neuro degenerative. Nel 2014 ha pubblicato il romanzo d'esordio "La generatrice di miracoli"  per Mauro Pagliai Editore. Con lo stesso editore, nel 2020 pubblica il romanzo "T'insegnero' la notte" che nel giugno 2020 è tra le opere candidate alla 91ª edizione del Premio Viareggio. È inoltre redattrice della rivista Nuova Antologia.

## Opere
- Voa Voa! (Le Lettere, 2013)
- La generatrice di miracoli (Mauro Pagliai Editore, 2014)
- Le geometrie dell'amore (Mauro Pagliai Editore, 2017)
- "T'insegnero' la notte" (Mauro Pagliai Editore, 2020)
- "Nero addosso (Mauro Pagliai Editore, 2022)"

| Controllo di autorità | VIAF (EN) 315181143 · ISNI (EN) 0000 0004 4745 1845 · SBN RT1V016020 · LCCN (EN) nb2015006179 |